# Goudriaankanaal

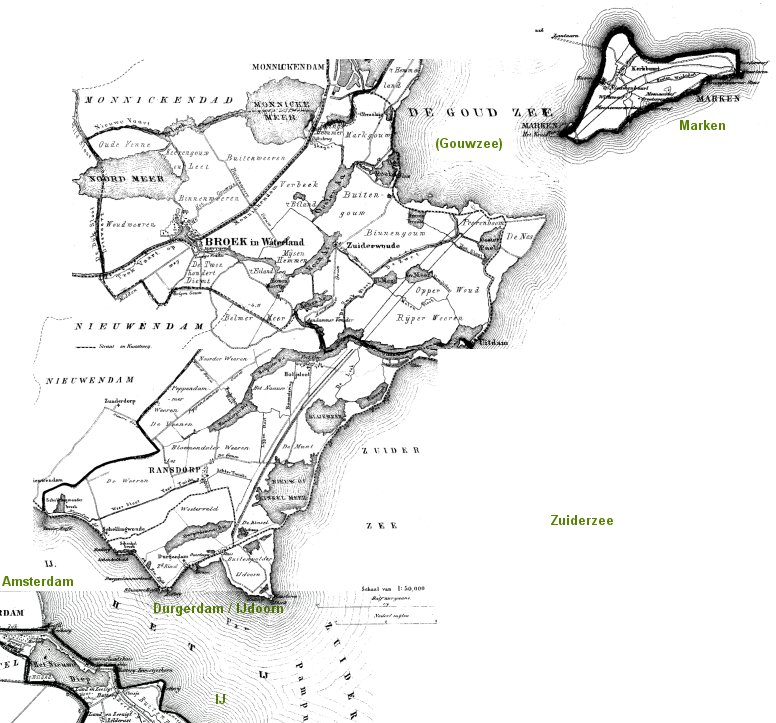
Waterland-Oost, met het tracé van het Goudriaankanaal.

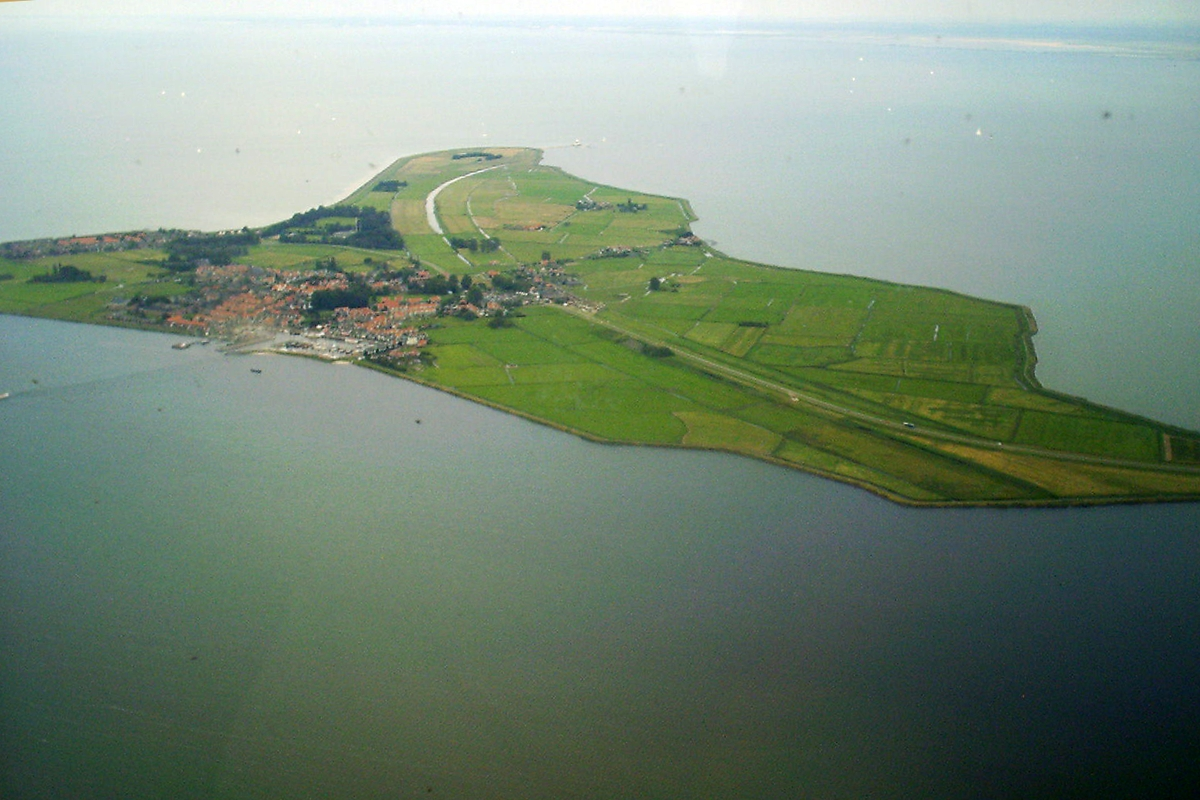
Luchtfoto van het eiland Marken, met in het midden het Goudriaankanaal.

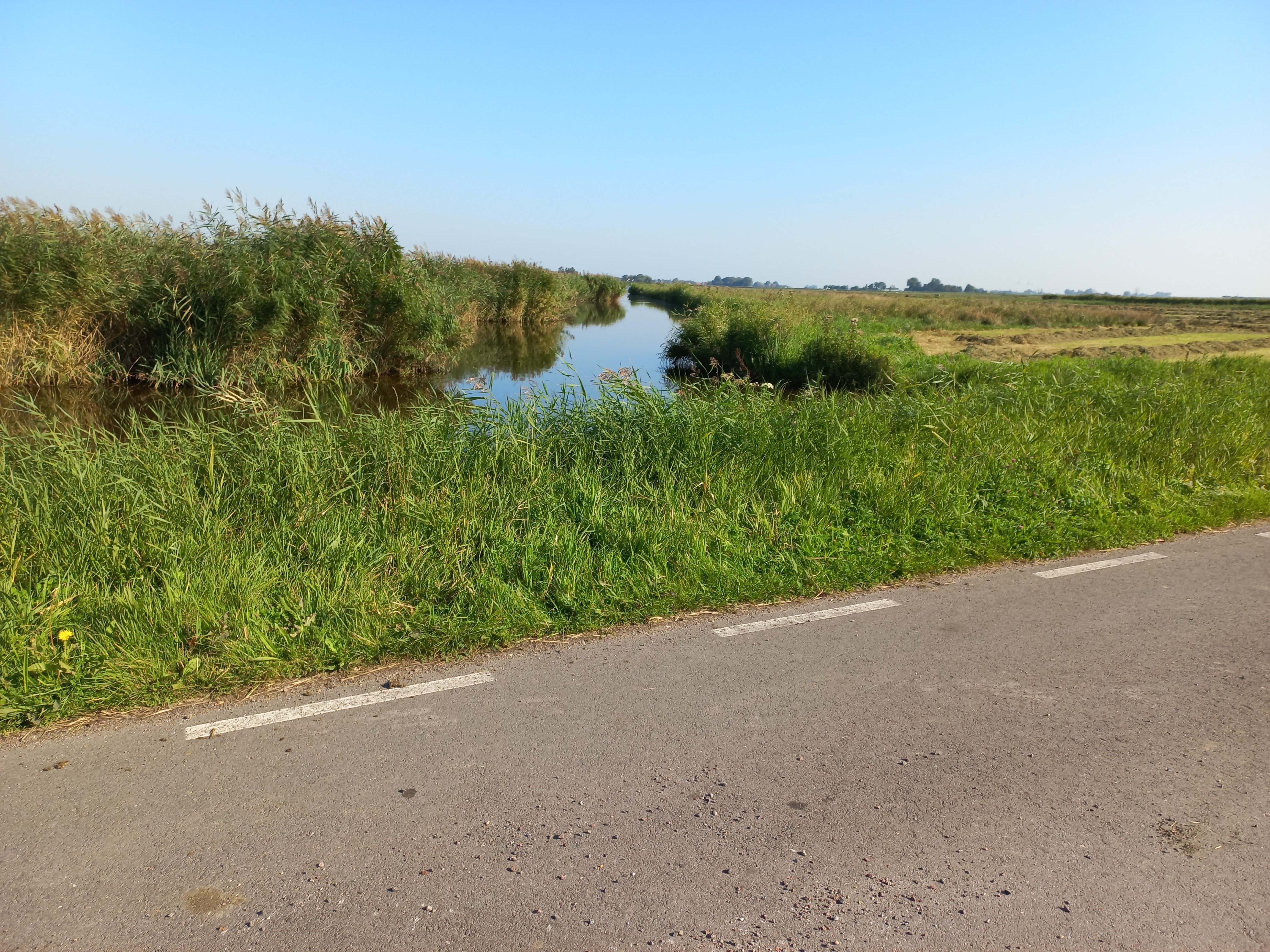
Goudriaankanaal richting Holysloot vanaf de dam (september 2024)

Het Goudriaankanaal is een niet voltooid kanaal door Waterland, tussen IJdoorn (Durgerdam) en de oostkust van Marken. Het had een nieuwe verbinding moeten vormen tussen Amsterdam en de Zuiderzee. De werkzaamheden vingen aan in 1826 en werden in 1828 gestaakt.

## Voorgeschiedenis en planvorming
Amsterdam kampte al in de 18de eeuw met het dichtslibben van het IJ, het water dat de haven van de stad verbond met de Zuiderzee en daarmee met de wereldzeeën. Grote zeeschepen lagen er letterlijk voor Pampus. Het Noordhollandsch Kanaal tussen Amsterdam en Nieuwediep bij Den Helder, dat in 1824 gereed was, werd mede gemaakt om de positie van Amsterdam in de internationale zeevaart veilig te stellen. Het kanaal was ontworpen door ingenieur Jan Blanken. Diens collega (en rivaal) Adrianus François Goudriaan (1768-1829), inspecteur-generaal van 's Rijks Waterstaat, ontwikkelde een ander concept voor de bereikbaarheid van Amsterdam over zee. Hij presenteerde met hoofdingenieur Dirk  Mentz in 1824 een voorstel voor de afdamming van het IJ. Deze dam diende primair het probleem van de verzanding van de Amsterdamse haven op te lossen en tevens de waterhuishouding van Waterland, de Zaanstreek en Amstelland te verbeteren. De scheepvaart van en naar Amsterdam zou moeten plaatsvinden via een sluis in de dam in het IJ, en/of via een nieuwe waterweg die de haven van Edam met het Noordhollandsch Kanaal bij Purmerend verbond, en beter nog, via kanaal door Marken en door Waterland.
De (inter)nationale watersnoodramp van 1825 die ook in Waterland grote schade opleverde maakte het voorstel van Goudriaan en Mentz actueel. Koning Willem I gaf Goudriaan enkele maanden later, in april 1825, opdracht een ontwerp te maken voor de afdamming van het IJ en een nieuwe waterweg door Waterland en Marken.
Het ontwerp van Goudriaan was een waterbouwkundig project dat in technisch en financieel opzicht zijn weerga niet kende. De bestaande toegang naar de Amsterdamse haven via het IJ zou moeten worden afgesloten met een dam tussen Durgerdam en Diemen. Het kanaal door Waterland werd tussen Durgerdam en De Nes geprojecteerd, de polder bij de Gouwzee. De route leidde vervolgens door de Gouwzee naar Marken. Vanaf de westkant zou dwars door het eiland een kanaal naar de vuurtoren bij de Zuiderzee worden gemaakt. Onderdeel van het project was de afsluiting van een deel van de Gouwzee. Tussen Marken en Janhagelhoek (toenmalige gemeente Katwoude) en tussen Marken en De Nes zou een dam in zee worden gebouwd. Zo zou het kanaal door Marken de enige vaarweg tussen Amsterdam en de Zuiderzee zijn, sluipverkeer via de Gouwzee was dan onmogelijk.

## Uitvoering
Het werk begon direct met grote conflicten. Amsterdam was mordicus tegen het afsluiten van het IJ. Monnickendam smeekte de koning om de Gouwzee niet te laten afdammen, men vreesde dat de economie van deze Zuiderzeehaven zou instorten. Evenals Amsterdam zag ook de Tweede Kamer het belang van de peperdure nieuwe waterweg niet: voor de grote schepen was pas het Noordhollandsch Kanaal gegraven, en de schepen die voor de Zuiderzee werden gebouwd hadden geen last van de zandbanken bij Pampus. Bovendien zouden die schippers van kleine schepen met grote onkosten te maken krijgen, ze zouden telkens sluisgeld moeten betalen en bij de kanalen jaagpaarden moeten huren. De Tweede Kamer wees bijna unaniem de begroting af, waarop de koning het werk achter de rug van het parlement om liet beginnen op kosten van zijn 'geheime fondsen', zoals het Amortisatiesyndicaat. In 1827 bleek dat de koning zeer veel geld had laten uitgeven voor grondaankoop en graafwerk, waarbij niet duidelijk werd waar dat geld vandaan kwam. Daarop volgde een zware vertrouwenscrisis tussen de koning en het parlement.
Amsterdam bleef zich intussen tegen het project verzetten. In 1828 wees de plaatselijke Kamer van Koophandel de koning op de ondiepte in de Zuiderzee bij de oostkust van Marken, die vergelijkbaar met die van Pampus zou zijn. In ruil voor het staken van de werkzaamheden verklaarden de Kamer en het Amsterdams stadsbestuur zich bereid het Westerdok en het Oosterdok in het IJ te bouwen, twee kostbare faciliteiten voor grote schepen die de koning graag gerealiseerd zag. Het ondiepe water bij Marken was onmiskenbaar. De enige oplossing voor het probleem was de bouw van lange havenhoofden, maar dat zou het project nog aanzienlijk duurder maken. De koning besloot daarop het werk, waaraan hij al miljoenen guldens in had besteed, in 1828 stop te zetten.

## Nasleep

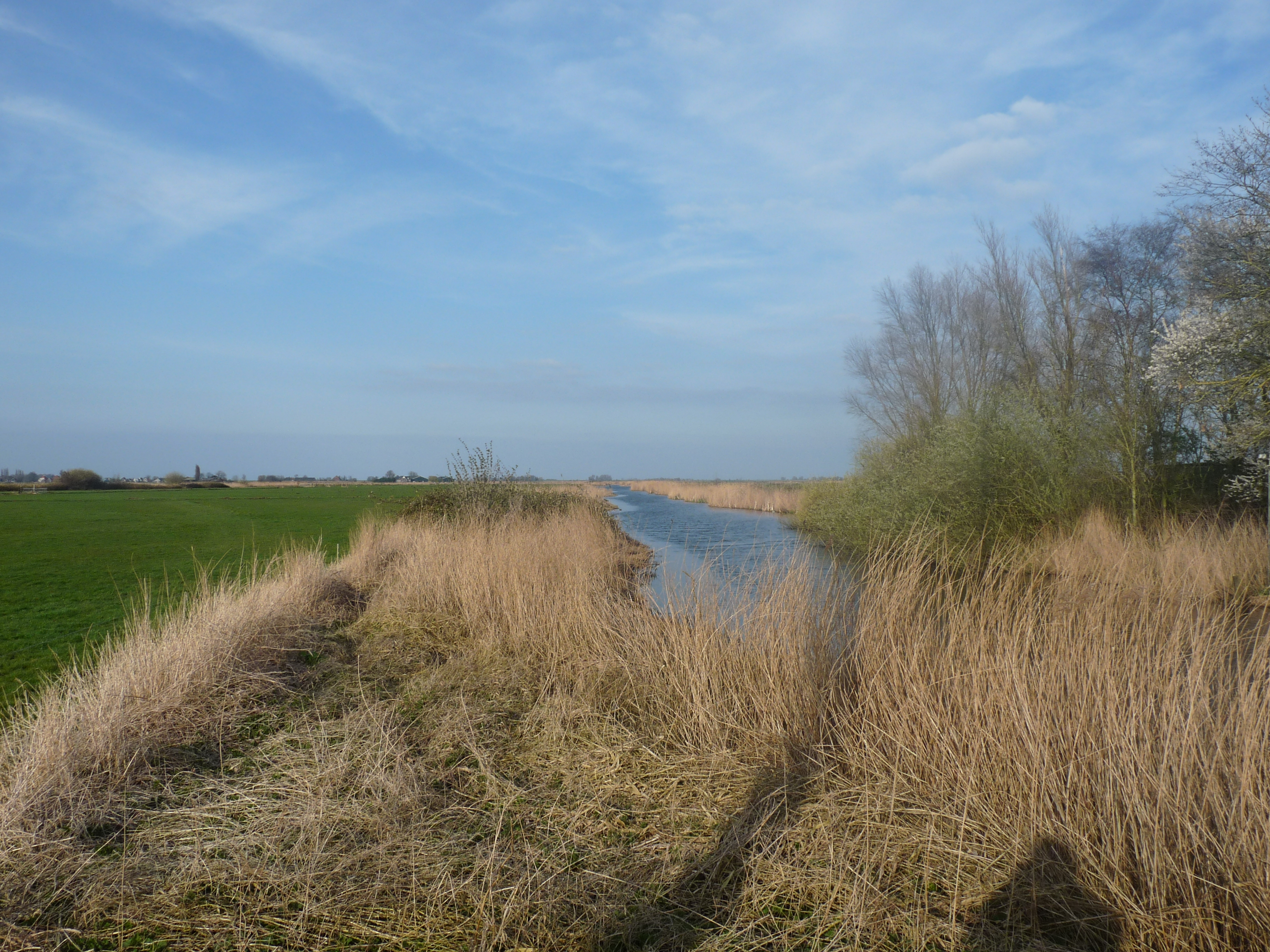
De sloot aan de oostkant van het kanaal in Holysloot

Ooster- en Westerdok kwamen in 1832 en 1834 gereed. Als onderdeel van de bouw van het Noordzeekanaal werd het IJ in 1872 aan de oostzijde alsnog afgedamd, in de dam werden de Oranjesluizen aangebracht. Van het werk aan de kanalen door Waterland en Marken zijn nu nog restanten te zien. Ze zijn in 2012 in kaart gebracht en gefotografeerd. Op actuele landkaarten en luchtfoto's is het kanaaltracé ook duidelijk zichtbaar.